# 사각뿔수

4번째 피라미드 수 1+2^{2}+3^{2}+4^{2}=30는 위와 같은 사각뿔을 이루는 공의 수와 같다.

수학에서 사각뿔수(영어: square pyramidal number)는 사각뿔 모양으로 배열된 공의 수를 나타내며, 처음 몇 자연수의 제곱합을 나타내는 수다. 또한 사각수의 부분합 수열을 이룬다.

## 정의
{\displaystyle n}번째 (3차원) 사각뿔수 {\displaystyle \operatorname {Pyr} (3,4;n)}는 다음과 같이 정의된다.
{\displaystyle \operatorname {Pyr} (3,4;n)=\sum _{k=1}^{n}k^{2}={\frac {n(n+1)(2n+1)}{6}}={\frac {1}{3}}n^{3}+{\frac {1}{2}}n^{2}+{\frac {1}{6}}n}
증명:
항등식
{\displaystyle (k+1)^{3}-k^{3}=3k^{2}+3k+1}
에 {\displaystyle k=1,2,3,\cdots ,n}을 대입하면 다음을 얻는다.
{\displaystyle 2^{3}-1^{3}=3\times 1^{2}+3\times 1+1}
{\displaystyle 3^{3}-2^{3}=3\times 2^{2}+3\times 2+1}
{\displaystyle 4^{3}-3^{3}=3\times 3^{2}+3\times 3+1}
{\displaystyle \vdots }
{\displaystyle (n+1)^{3}-n^{3}=3n^{2}+3n+1}
이들을 합하면 다음을 얻는다.
{\displaystyle {\begin{aligned}(n+1)^{3}-1&=3(1^{2}+2^{2}+3^{2}+\cdots +n^{2})+3(1+2+3+\cdots +n)+n\\&=3\sum _{k=1}^{n}k^{2}+{\frac {3n(n+1)}{2}}+n\end{aligned}}}
이를 정리하면 사각뿔수의 일반항을 얻는다.
1만보다 작은 사각뿔수는 (0번째 항부터 시작할 경우) 다음과 같다. (OEIS의 수열 A000330)
0, 1, 5, 14, 30, 55, 91, 140, 204, 285, 385, 506, 650, 819, 1015, 1240, 1496, 1785, 2109, 2470, 2870, 3311, 3795, 4324, 4900, 5525, 6201, 6930, 7714, 8555, 9455, …

## 성질

### 항등식
다음과 같은 항등식이 성립한다.
{\displaystyle \operatorname {Pyr} (3,4;n)={\binom {n+2}{3}}+{\binom {n+1}{3}}}
즉, 사각뿔수는 두 이웃하는 사면체수의 합과 같다. 이는 사각수가 두 이웃하는 삼각수의 합인 것과 유사하다.
다음과 같은 항등식이 성립한다.
{\displaystyle \operatorname {Pyr} (3,4;n)={\frac {1}{4}}{\binom {2n+2}{3}}}
즉, 사각뿔수는 (상수배를 무시하면) 짝수째 사면체수와 일치한다.
다음과 같은 항등식이 성립한다.
{\displaystyle \operatorname {Pyr} (3,4;n)={\binom {n+3}{4}}-{\binom {n+1}{4}}}
즉, 사각뿔수는 한 항을 사이에 둔 두 오포체수의 차와 같다.

### 생성 함수
사각뿔수의 생성 함수는 다음과 같다.
{\displaystyle \sum _{n=0}^{\infty }\operatorname {Pyr} (3,4;n)x^{n}={\frac {x(x+1)}{(x-1)^{4}}}}

### 수론적 성질
삼각수인 사각뿔수와 이들의 사각뿔수로서의 번호는 정확히 각각 다음과 같다.
[0,] 1, 55, 91, 208335 (OEIS의 수열 A039596)
[0,] 1, 5, 6, 85 (OEIS의 수열 A053611)
제곱수인 사각뿔수는 0, 1, 4900이 유일하다. 이들은 각각 0, 1, 24번째 사각뿔수이다.
사각뿔수가 세제곱수 또는 네제곱수 또는 다섯제곱수인 경우는 0, 1뿐이다.